# عقدة (دوائر)

كل لون مختلف في الدائرة يشير إلى عقدة مختلفة

في الهندسة الكهربية , العقدة (بالإنجليزية Node) تشير إلى أي نقطة في دائرة كهربية حيث يتجمع عنصرين أو أكثر بها، وبين كل عقدتين يجب أن يكون الجهد الكهربائي مختلف.

## إيجاد العقدة
يمكن إيجاد العقدة بواسطة قانون أوم : {\displaystyle V=IR}، عند النظر إلى مخططات الدوائر الكهربية، فإن الأسلاك المثالية مقاومتها تساوى صفر، وحيث أنه يمكن فرض أنه لا يوجد تغير في الجهد على أي جزء من السلك، فإنه يمكن اعتبار السلك بأكمله جزء من نفس العقدة.، ولذلك الجهد الكهربائي بين أي جزئين لنفس العقدة يساوي صفر من العلاقة:
الجهد = التيار * صفر
كل لون مختلف في الدائرة المذكورة أعلاه هو عقدة مختلفة، حيث في مخطط الدائرة الكهربية، فإن جهد العقدة الخضراء هو نفسه في أي منطقة، وبالمثل جهود العقد الزرقاء والحمراء هما نفس الجهد في جميع المناطق.
في معظم الحالات، فرق الجهد بين نقطة على قطعة من المعدن ( مثل سلك نحاسى ) , والجهد على نقطة أخرى على نفس قطعة المعدن أو على أجزاء أخرى من معدن متصل بالمعدن السابق، يكون صغير جدًا بحيث يمكن إهماله، ولذلك فإن كل قطعة من هذا المعدن المتصل يمكن اعتبارها جزء من نفس العقدة.

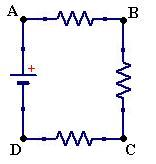
الشكل يوضح عقد مختلفة

بعض الاستثناءات الملحوظة، حيث لا يمكن إهمال فرق الجهد وتشمل:
- قياسات مقاومة عالية الدقة باستخدام توصيل كلفن .
- فرق الجهد بين السلك الأرضي والمتعادل، بين سلك متعادل وأرضى أمن في مقابس الطاقة المترددة المنزلية، يمكن أن يكون ضروريًا. نظام كهربائي مركب بطريقة صحيحة يمكن أن يوصل بينهم عند مكان واحدة فقط، يجعل الناس يصلون لتفسير خاطئ بأنه نفس الجهد، أو أن التأريض يكون غير ضرورى.
- الوصلات التي تشمل سلك مصنوع من الألومنيوم .

النقط التي تستخدم لتحديد العقد في مخطط الدائرة الكهربية أحيانا تشير إلى كرات اللحم.